# Catoptria dimorphellus
Catoptria dimorphellus is een vlinder uit de familie grasmotten (Crambidae). De wetenschappelijke naam is voor het eerst geldig gepubliceerd in 1882 door Staudinger.
De soort komt voor in Europa.